# Misumena fasciata
Misumena fasciata är en spindelart som beskrevs av Kulczynski 1911. Misumena fasciata ingår i släktet Misumena och familjen krabbspindlar. Inga underarter finns listade i Catalogue of Life.